# Cinecittà

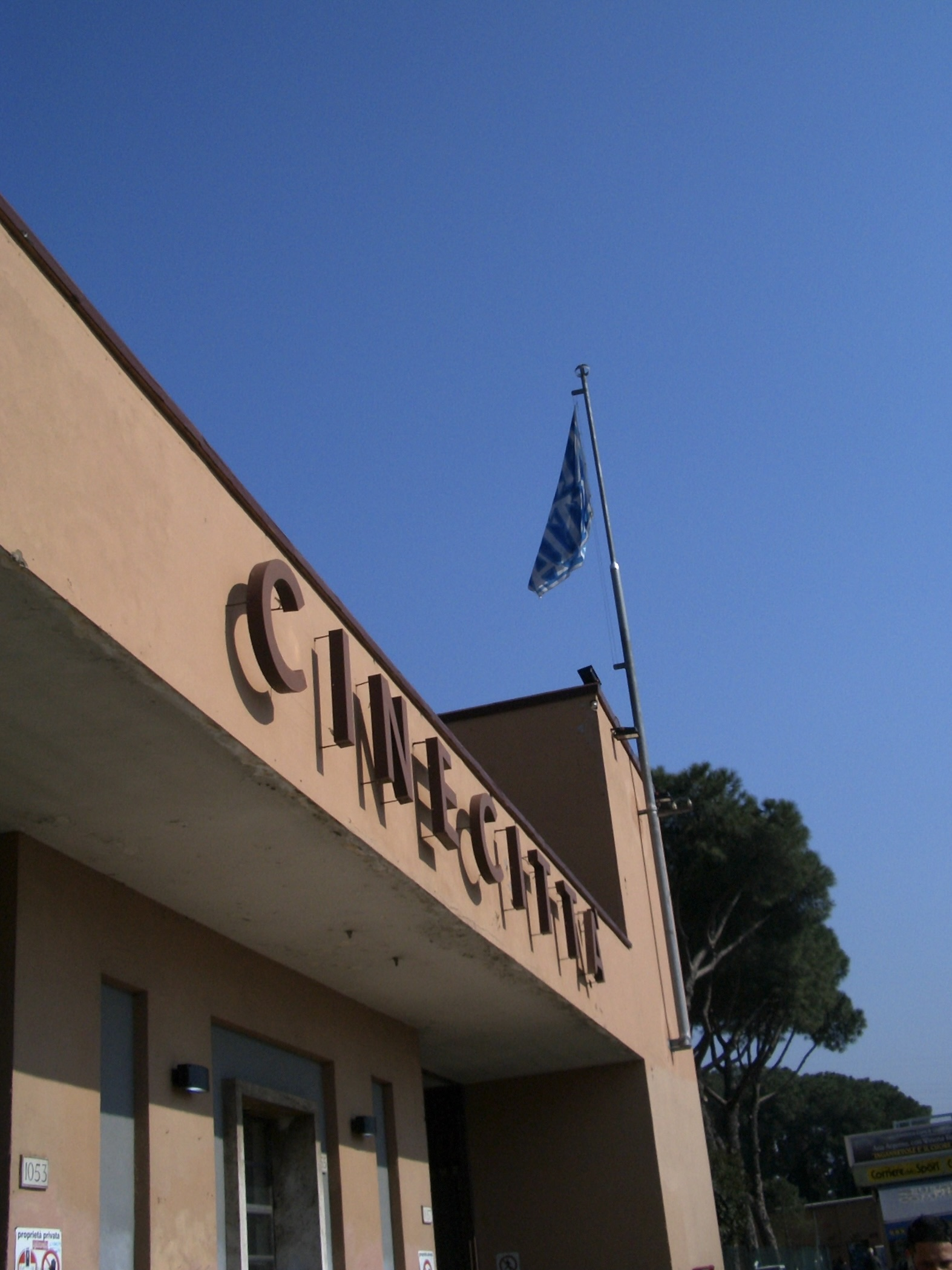
Cinecittà studios huvudingång

Cinecittà är den italienska filmindustrins centrum, beläget cirka 10 km sydost om Rom.
Cinecittà invigdes av Benito Mussolini 21 april 1937. Området bombskadades under andra världskriget men återuppbyggdes. Även utländska filmbolag använder Cinecittà för sina filmproduktioner.
Eurovision Song Contest 1991 hölls i Cinecittà där Carola Häggkvist vann tävlingen.